# Tylecodon
Tylecodon je rod koji sadrži preko 50 vrsta koje dolaze iz Afrike i usko su povezane s rodom Cotyledon.
Tylecodon sadži vrste koje narastu do 2.5 cm do onih koje narastu do 2 m. Ime Tylecodon je anagram od Cotyledon.
S ovim vrstama treba postupati vrlo pažljivo i prati ruke svaki puta kada dodirnemo neku od njih, jer većina ovih vrsta je jako otrovna.

## Vrste
1. Tylecodon albiflorus Bruyns
2. Tylecodon atropurpureus Bruyns
3. Tylecodon aurusbergensis G.Will. & van Jaarsv.
4. Tylecodon bayeri van Jaarsv.
5. Tylecodon bleckiae G.Will.
6. Tylecodon bodleyae van Jaarsv.
7. Tylecodon bruynsii van Jaarsv. & S.A.Hammer
8. Tylecodon buchholzianus (Schuldt & P.Stephan) Toelken
9. Tylecodon cacalioides (L.f.) Toelken
10. Tylecodon celatus van Jaarsv. & Tribble
11. Tylecodon cordiformis G.Will.
12. Tylecodon decipiens Toelken
13. Tylecodon ellaphieae van Jaarsv.
14. Tylecodon faucium (Poelln.) Toelken
15. Tylecodon × fergusoniae (L.Bolus) G.D.Rowley
16. Tylecodon florentii van Jaarsv.
17. Tylecodon fragilis (R.A.Dyer) Toelken
18. Tylecodon grandiflorus (Burm.f.) Toelken
19. Tylecodon hallii (Toelken) Toelken
20. Tylecodon hirtifolius (W.F.Barker) Toelken
21. Tylecodon kritzingeri van Jaarsv.
22. Tylecodon leucothrix (C.A.Sm.) Toelken
23. Tylecodon longipes van Jaarsv. & G.Will.
24. Tylecodon nigricaulis G.Will. & van Jaarsv.
25. Tylecodon nolteei Lavranos
26. Tylecodon occultans (Toelken) Toelken
27. Tylecodon opelii van Jaarsv. & S.A.Hammer
28. Tylecodon paniculatus (L.f.) Toelken
29. Tylecodon pearsonii (Schönland) Toelken
30. Tylecodon peculiaris van Jaarsv.
31. Tylecodon petrophilus van Jaarsv. & A.E.van Wyk
32. Tylecodon pusillus Bruyns
33. Tylecodon pygmaeus (W.F.Barker) Toelken
34. Tylecodon racemosus (E.Mey. ex Harv.) Toelken
35. Tylecodon reticulatus (L.f.) Toelken
36. Tylecodon rubrovenosus (Dinter) Toelken
37. Tylecodon schaeferianus (Dinter) Toelken
38. Tylecodon similis (Toelken) Toelken
39. Tylecodon singularis (R.A.Dyer) Toelken
40. Tylecodon stenocaulis Bruyns
41. Tylecodon striatus (Hutchison) Toelken
42. Tylecodon suffultus Bruyns ex Toelken
43. Tylecodon sulphureus (Toelken) Toelken
44. Tylecodon tenuis (Toelken) Bruyns
45. Tylecodon torulosus Toelken
46. Tylecodon tribblei van Jaarsv.
47. Tylecodon tuberosus Toelken
48. Tylecodon ventricosus (Burm.f.) Toelken
49. Tylecodon viridiflorus (Toelken) Toelken
50. Tylecodon wallichii (Harv.) Toelken